# Alekszandr Jevgenyjevics Buharov
Alekszandr Jevgenyjevics Buharov (oroszul: Александр Евгеньевич Бухаров) (Naberezsnije Cselni, 1985. március 12. –) orosz válogatott labdarúgó.
Bekerült a hazai rendezésű 2017-es konföderációs kupán részt vevő orosz keretbe.

## Statisztika
| Válogatott  | Szezon   | Mérkőzés | Gól |
| ----------- | -------- | -------- | --- |
| Oroszország | 2010     | 2        | 0   |
| Oroszország | 2011     | 0        | 0   |
| Oroszország | 2012     | 0        | 0   |
| Oroszország | 2013     | 0        | 0   |
| Oroszország | 2014     | 0        | 0   |
| Oroszország | 2015     | 0        | 0   |
| Oroszország | 2016     | 0        | 0   |
| Oroszország | 2017     | 4        | 1   |
| Összesen    | Összesen | 6        | 1   |

## Sikerei, díjai

### Klub
- Rubin Kazany
  - Orosz bajnok: 2008, 2009
  - Orosz szuperkupa: 2010

- Zenyit
  - Orosz bajnok: 2010, 2011–12
  - Orosz szuperkupa: 2011